# Бёлленфалльтор
Стадион «ам Бёлленфалльтор» (нем. Stadion am Böllenfalltor — стадион у тополиных ворот), также известный как «Бёлленфалльтор» или просто «Бёлле», — футбольный стадион, расположенный в Дармштадте, Германия. Является домашней ареной футбольного клуба «Дармштадт 98».

## История

### Ранние годы
История стадиона начинается со слияния двух дармштадтских клубов Rasen-Sportverein Olympia и Darmstädter Sport Club 1905 в 1919 году. Клубы-предшественники до этого выступали на «Шлоссгартенплац» (1898—1909 гг.) и на «Реннбане» (1909—1921). Желание создать собственный крупный спортивный комплекс было исполнено два года спустя, когда в 1921 году был открыт стадион на 8000 мест в рамках недели празднования 21-й годовщины основания южногерманского футбольного союза. 24 июля в день открытия стадиона «Дармштадт 98» обыграл «Хельветию» (Франкфурт) со счётом 4:1. Стоимость спортивного сооружения составила около 240 000 рейхсмарок, которые были оплачены клубом и городом из фондов пособия по безработице. Территория стадиона ранее принадлежала «Дармштадтскому гольф-клубу», а рядом со стадионом располагалось хоккейное поле. Футбольный клуб получил стадион по договору о сотрудничестве с плавательным клубом «Юнг Дойчланд».
В 1925 году спортивный комплекс был расширен при поддержке министерства внутренних дел земли Гессен.

### Послевоенное время и высшая лига
После Второй мировой войны американские войска конфисковали стадион в апреле 1946 года и использовали его как бейсбольное поле. Лишь в 1950 году клуб снова смог проводить свои игры на «Бёлленфальторе» после нескольких протестов со стороны молодёжного клуба. В том же году «Лилии» отпраздновали чемпионство в лиге Гессена и добились повышения в высший дивизион. Играя в Оберлиге, высшем дивизионе того времени, выяснилось, что стадион необходимо адаптировать к нынешним условиям. Между 1950 и 1953 годами под руководством старшего директора городского строительства Питера Грунда проводились различные мероприятия по реконструкции. Они финансировались городом и государственными компаниями. Новые зрительские трибуны были построены из обломков времён войны. К моменту открытия в 1952 году наконец удалось вместить 25 000 зрителей. «Дармштадт 98» проиграл первую игру на переоборудованном стадионе 29 июня 1952 года венской «Адмире» со счетом 2:3. Беговая дорожка и крыша трибуны были открыты в 1953 году. В то время длина трибуны составляла 90 метров.
В 1975 году сидячая трибуна была снесена и заменена более современной. В результате была создана главная трибуна на 4000 крытых мест стоимостью 3,2 миллиона марок и открыта 8 ноября 1975 года. В 1978 году стадион был расширен до 30 000 мест из-за требований немецкого футбольного союза. Вместимость была увеличена за счёт расширения задней трибуны на 36 рядов до общей высоты 12 метров, а также расширения северных и южных трибун. В 1981 году на средства города была установлена система прожекторов за 1,8 миллиона марок. 15 августа 1981 года «Дармштадт 98» проиграли «Баварии» со счетом 2:1 на глазах у 30 000 зрителей, что сделало эту игру самой посещаемой на «Бёлле». Однако считается, что на стадионе было не менее 32 000 зрителей. В 1982 году на стадионе были установлены часы Dugena с табло. Эти вложения привели к финансовому краху, от которого клуб долго не оправлялся. Поэтому в 1988 году стадион был продан городу Дармштадту за 2,18 миллиона марок. В 2001 году было установлено старое табло Олимпийского стадиона Мюнхена. Восемь лет спустя в блоке S были установлены VIP-места.

### Масштабная реконструкция

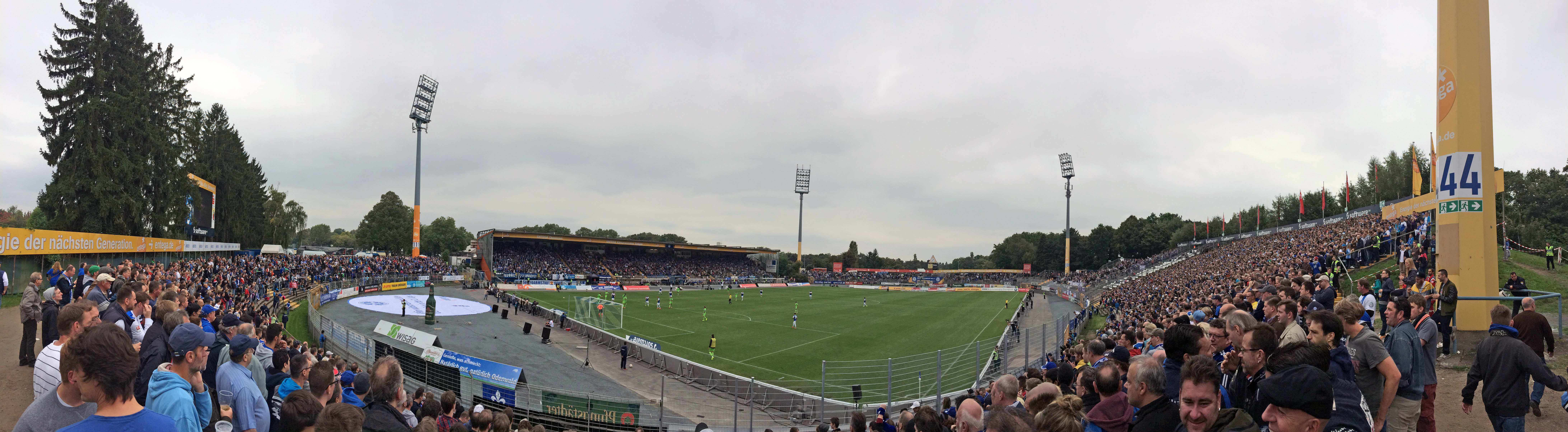
Вид с южной трибуны на матче «Дармштадта 98» против «Эрцгебирге» 14 сентября 2014 года

После того, как «Дармштадт 98» вышел в третью лигу сезона 2011/12, стадион снова оказался в центре внимания города Дармштадт. Из-за повышения в классе места для гостевых болельщиков было необходимо разместить на задней трибуне. В начале октября 2012 года город Дармштадт, как владелец стадиона, поручил IFS GmbH исследовать возможность строительства нового стадиона или реконструкции существующего.
В июне 2014 года земля Гессен выделила городу Дармштадту 10,5 миллионов евро из государственного бюджета. По словам мэра Йохена Парча, средства будут направлены на реконструкцию стадиона. Затраты оценивались в 27 миллионов евро, из которых город покрывал 14 миллионов евро. Кроме того, город подал заявку на финансирование от земли Гессен, которое также будет использовано для дальнейших работ на стадионе. Первоначально реконструкцию планировалось завершить к началу сезона 2016/17. Однако полное строительство арены на площадке Белленфальтор не удалось, среди прочего, из-за строительных норм, таких как защита жильцов от шума. Кроме того, прогнозируемые расходы продолжали расти и составили примерно 33 миллиона евро. Клуб рассматривал четыре места для строительства нового стадиона, однако в каждом из них были обнаружены недочёты, и встречали сопротивление местных жителей.

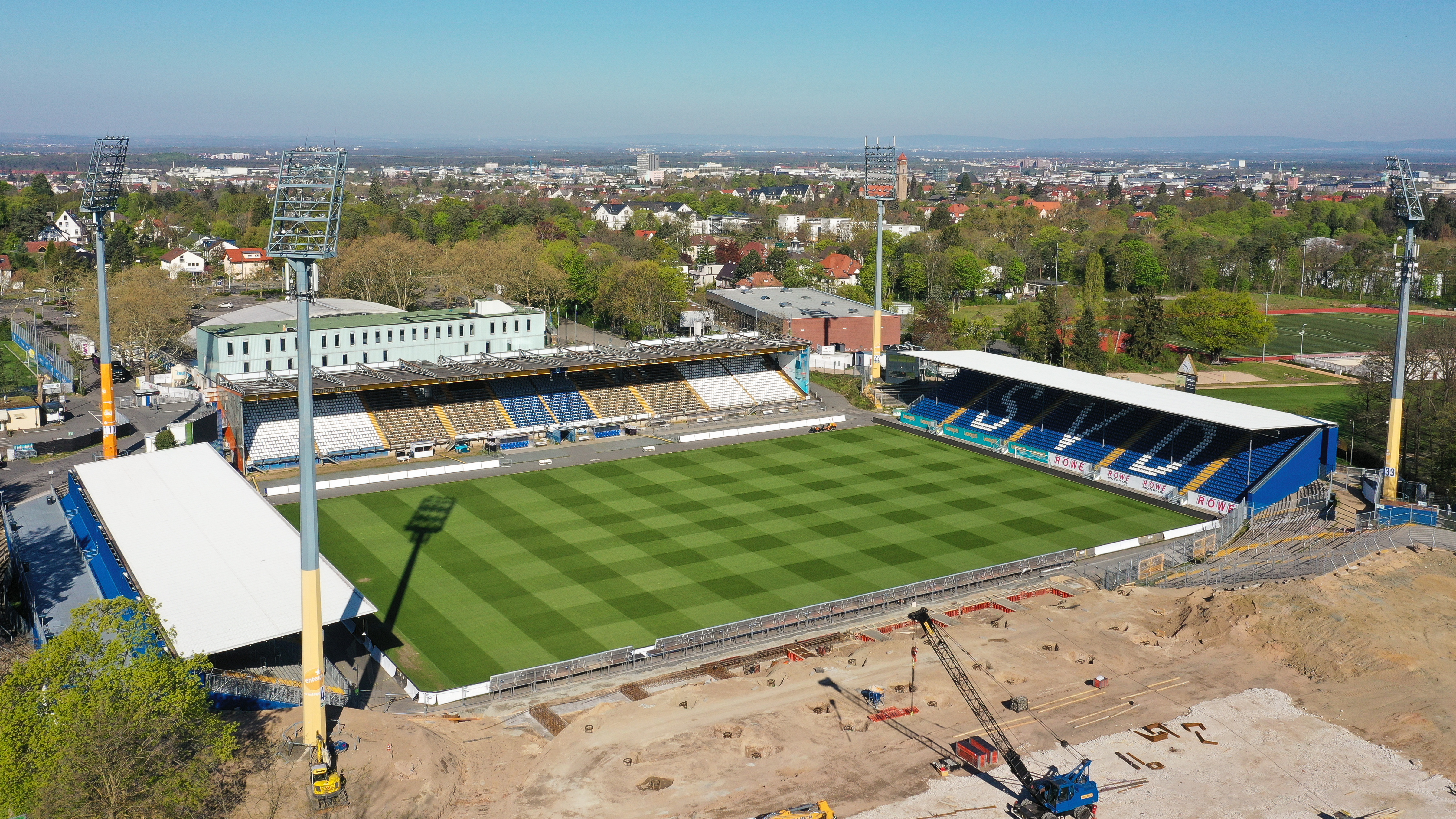
Стадион в апреле 2019 года во время реконструкции одной из трибун

Летом 2014 года компания Darmstädter Sportstätten GmbH & Co. KG, основанная городом Дармштадт в марте, провела первоначальную модернизацию стадиона с инвестициями в 2,2 миллиона евро, чтобы выполнить требования немецкой футбольной лиги. Поле стадиона было расширено, установлен подогрев травы и демонтирована беговая дорожка. Кроме того, было выделено больше места для телевизионной техники и путей в обход стадиона. Также были модернизированы и расширены санитарные помещения, и создано больше мест для инвалидов-колясочников. В результате ремонтных работ вместимость сократилась до 16 400 зрителей.
После игры против «Мюнхен 1860» 15 февраля 2015 года на стадионе появилась современное видеотабло площадью 30 квадратных метров, на котором впервые можно было показывать видеоповторы. С выходом «Дармштадта 98» в Бундеслигу в сезоне 2015/16 возникла необходимость в дальнейших небольших улучшениях стадиона: место для представителей СМИ было расширено до 54 дополнительных мест для прессы. Также была установлена технология автоматического определения линии ворот Hawk-Eye. Расширение северной и южной трибун осенью 2016 года увеличило вместимость до 17 468 мест. Крытая южная трибуна рассчитана на 3698 стоячих мест. На северной трибуне было установлено 2 812 сидений. Клуб также построил два тренировочных поля с травяным покрытием перед стадионом.
В январе 2018 года дочерняя компания «Дармштадта 98» SV 98 Stadion GmbH взяла на себя эксплуатацию и реконструкцию стадиона. Город разрешает ассоциации вести бизнес до 2058 года и получает ежегодную арендную плату за землю.

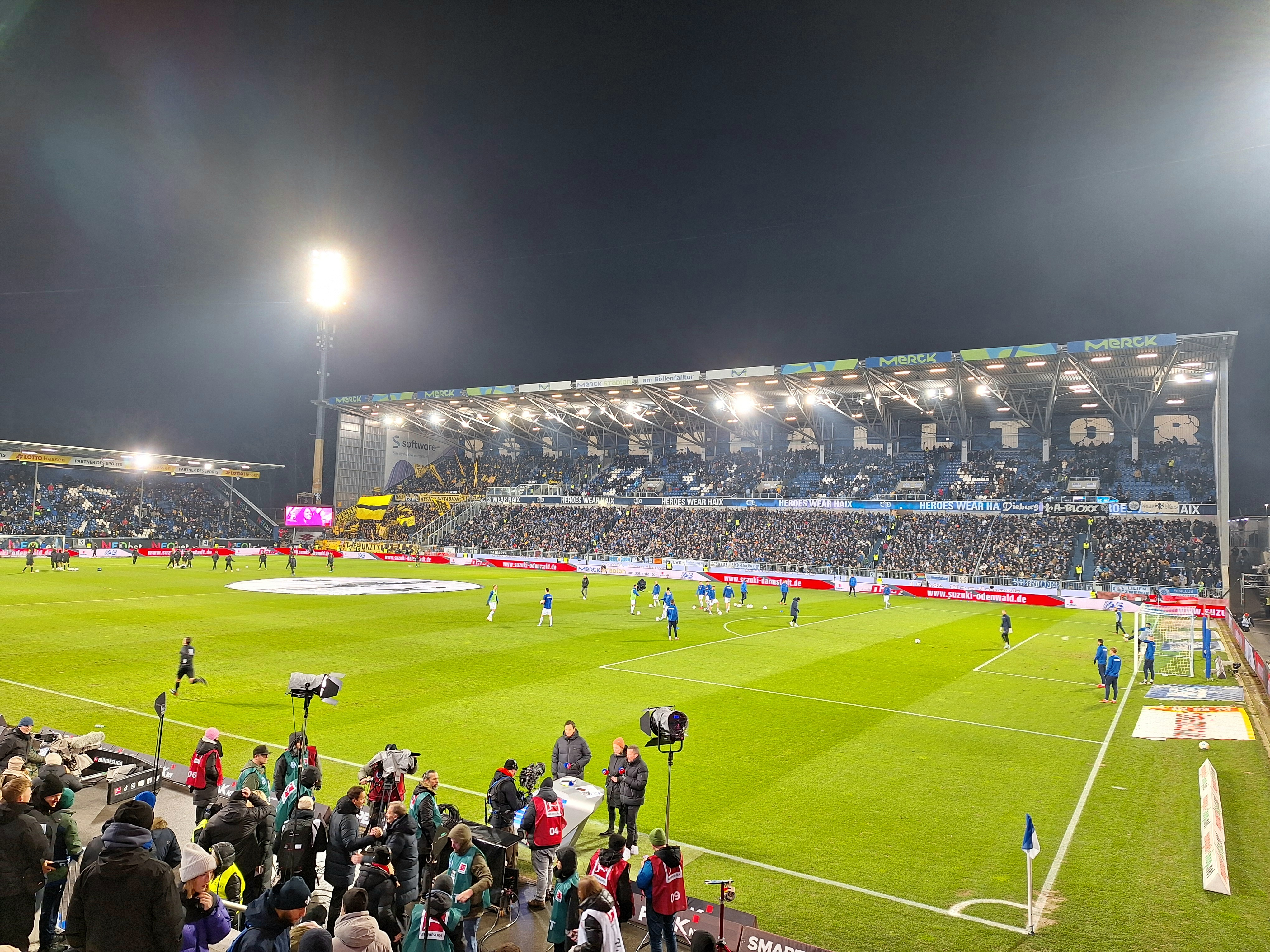
Задняя трибуна в начале 2024 года в матче против «Боруссии» (Дортмунд)

«Прощание» с задней трибуной состоялось в домашней игре против «Ингольштадта 04» 8 декабря 2018 года. Полный снос начался 10 декабря, потому что руководство лиги больше не хотело терпеть состояние выездной трибуны, которая не была ни закрыта, ни отделена от домашних блоков заборами или чем-то подобным. 4 августа 2019 года часть нижнего яруса новой трибуны, вмещающей 4 300 стоячих мест, была сдана в эксплуатацию в первой домашней игре сезона против «Хольштайна». В начале 2020 года строительство задней трибуны было полностью завершено. Строительство новой главной трибуны началось 1 марта 2021 года. Первые 1 350 мест на главной трибуне открылись в октябре 2022 года. Строительство обойдется примерно в 26,7 миллиона евро и будет завершено в начале 2023 года. Трибуна будет вмещать 2 900 зрителей. Также будет VIP-зона вместимостью 1 150 человек.
После всей реконструкции планировалось, что общая вместимость стадиона составит 18 603 места, из которых 9 558 стоячих и 9 045 сидячих мест. По оценкам, расходы составляют 46,7 миллиона евро, которые делятся между городом Дармштадт (максимум 21 миллион евро), клубом «Дармштадт 98» и землёй Гессен (3,5 миллиона евро).

### Современное состояние
Открытие переоборудованной главной трибуны стадиона состоялось 17 декабря 2022 года товарищеским матчем против «Янг Бойз». На новой главной трибуне имеется 2 900 мест. Со второй половины сезона 2022/23 весь стадион вмещает 17 810 зрителей. VIP-зона открылась в марте 2023 года.
В начале 2024 года на площади перед стадионом, названной в честь бывшего президента клуба доктора Карла Хеса, были установлены камни преткновения в память о жертвах нацизма.

## Название стадиона
«Бёлленфалльтор» получил свое название от тополей «Бёллен» в Южном Гессене, которые росли во времена графства Дармштадта. «Фалльтор» означает решётчатые ворота, служившие входом в огороженный дармштадтский лес и оберегавшие город от диких зверей. Большое количество тополей и сегодня украшают северную окраину стадиона. По приказу городского совета в 1920 году их запретили вырубать, поскольку клуб взял на себя уход за деревьями.
В рамках спонсорской поддержки в размере 300 000 евро в год со стороны дармштадтской химической и фармацевтической компании Merck с июля 2014 года стадион официально называется Merck Стадион «ам Бёлленфалльтор». Соглашение между компанией Merck и городом Дармштадт как владельцем стадиона изначально было рассчитано на 5 лет.
В сезоне Бундеслиги 2016/17 стадион был переименован в «Стадион Джонатана Хаймса ам Бёлленфальтор», чтобы почтить память болельщика «Дармштадта 98» Джонатана Хаймса, который умер от рака в 2016 году. С сезона 2017/18 южная трибуна называется трибуной Джонатана Хаймса.
В мае 2018 года клуб продлил спонсорство с Merck до 2024 года с возможностью продления ещё на два года.
В начале августа 2023 года «Дармштадт 98» и Merck договорились, что стадион будет продолжать носить спонсорское название до 2028 года.